# Brittany Byrnes
Brittany Anne Byrnes (Sydney, Ausztrália, 1987. július 31. –) ausztrál színésznő. Legismertebb szerepe Natasha Green a 2005-ös Little Oberon című tévéfilmben.

## Élete
Bretagneban Ausztráliában született, már 4 éves korában elkezdett táncolni, majd a Bradshaw Dancers Performing Arts Akadémiára járt. 7 évesen megkapta első filmes szerepét a Babe című filmben. 2005-ig sok televíziós sorozatban szerepelt egy-egy epizód erejéig. Majd 2005-ben szerepet kapott a Little Oberon-ban. 2007-ben jelentkezett a H2O: Egy vízcsepp elég című sorozatba, a második szériában kapott szerepet, ahol Charlotte Watsford bőrébe bújhatott. A Little Oberon-ban való szerepléséért jelölték Young Artist Díjra, majd 2008-ban ismét jelölték, a H2O: Egy vízcsepp elégben való alakításért.

## Filmográfia

### Filmek
| Év   | Magyar cím             | Eredeti cím             | Szerep                | Magyar hang   |
| ---- | ---------------------- | ----------------------- | --------------------- | ------------- |
| 2018 |                        | When Sally Left Steve   | Sally                 |               |
| 2009 |                        | Sunset Over Water       | Magda                 |               |
| 2008 |                        | Scorched                | Deanna Pearce         |               |
| 2005 |                        | Little Oberon           | Natasha Green         |               |
| 2003 | Szirénkaland           | Mermaids                | Tess                  | Szabó Zselyke |
| 2003 | Úszóbajnok             | Swimming Upstream       | Diane Fingleton       |               |
| 2001 | Soha többé halloweent! | When Good Ghouls Go Bad | Dayna                 |               |
| 1995 | Babe                   | Babe                    | Hoggették lányunokája |               |

### Televíziós szerepek
| Év        | Magyar cím             | Eredeti cím                 | Szerep             | Megjegyzések                               |
| --------- | ---------------------- | --------------------------- | ------------------ | ------------------------------------------ |
| 2014      |                        | Wonderland                  | Pip Sallinger      | 1 epizód                                   |
| 2014      |                        | We are Darren and Riley     | Brittany           | 1 epizód                                   |
| 2011      |                        | Toybox                      | Tina               | 6 epizód                                   |
| 2007–2008 | H2O: Egy vízcsepp elég | H2O: Just Add Water         | Charlotte Watsford | mellékszereplő magyar hangja Kokas Piroska |
| 1998–2008 |                        | All Saints                  | különböző szerep   | 5 epizód                                   |
| 2002      |                        | Don't Blame the Koalas      | színésznő          | 1 epizód                                   |
| 2001      |                        | Escape of the Artful Dodger | Hannah Schuler     | főszereplő                                 |
| 2000      |                        | Water Rats                  | Geena Sadler       | 2 epizód                                   |
| 1999      |                        | BeastMaster                 | Muraki             | 1 epizód                                   |
| 1998      |                        | The Violent Earth           | Helene             | minisorozat                                |
| 1998      |                        | Breakers                    | Catherine          | mellékszereplő                             |
| 1998      |                        | Children's Hospital         | Helen Voyt         | 1 epizód                                   |
| 1998–2000 |                        | Search for Treasure Island  | Thea Hawkins       | főszereplő                                 |
| 1996      |                        | Twisted Tales               | Jessie             | 1 epizód                                   |
| 1994      | Szívtipró gimi         | Heartbreak High             | Rachel Stewart     | 2 epizód                                   |

## Fordítás
- Ez a szócikk részben vagy egészben  a   Brittany Byrnes című angol Wikipédia-szócikk fordításán alapul.  Az eredeti cikk szerkesztőit annak laptörténete sorolja fel. Ez a jelzés csupán a megfogalmazás eredetét és a szerzői jogokat jelzi, nem szolgál a cikkben szereplő információk forrásmegjelöléseként.